# Llista de presidents de Txecoslovàquia
A més de la llista de presidents de Txecoslovàquia, s'hi posa també la llista dels dirigents del Partit Comunista durant el període 1948-1989 en què aquesta organització va exercir el control de l'estat 

## Presidents de Txecoslovàquia
- Tomáš Garrigue Masaryk: 14 de novembre de 1918 – 14 de desembre de 1935
- Milan Hodža (en funcions): 14 – 18 de desembre de 1935
- Edvard Beneš: 18 de desembre de 1935 – 5 d'octubre de 1938
- Jan Syrový (en funcions): 5 d'octubre – 30 de novembre de 1938
- Emil Hácha: 30 de novembre de 1938 – 13 de maig de 1945
  - sota protectorat del Tercer Reich a partir del 15 de març de 1939
- Edvard Beneš: 4 d'abril de 1945 – 7 de juny de 1948
  - a l'exili, octubre de 1939 – 2 d'abril de 1945
- Klement Gottwald: 14 de juny de 1948 – 14 de març de 1953
- Antonín Zápotocký: 21 de març de 1953 – 13 de novembre de 1957
- Viliam Široký (en funcions): 13 – 19 de novembre de 1957
- Antonín Novotný: 19 de novembre de 1957 – 22 de març de 1968
- Jozef Lenárt (en funcions): 22 – 30 de març de 1968
- Ludvík Svoboda: 30 de març de 1968 – 28 de maig de 1975
- Gustav Husák: 29 de maig de 1975 – 10 de desembre de 1989
- Marián Čalfa (en funcions): 10 – 29 de desembre de 1989
- Václav Havel: 29 de desembre de 1989 – 20 de juliol de 1992
- Jan Stráský (en funcions): 20 de juliol – 31 de desembre de 1992

## Dirigents del Partit Comunista de Txecoslovàquia,1945–1989
(Tots aquests– excepte el darrer – exerciren de facto el poder executiu real.)
- Klement Gottwald: abril de 1945 – 14 de març de 1953
- Antonín Novotný: 14 de març de 1953 – 5 de gener de 1968
- Alexander Dubček: 5 de gener de 1968 – 17 d'abril de 1969
- Gustav Husák: 17 d'abril de 1969 – 17 de desembre de 1987
- Miloš Jakeš: 17 de desembre de 1987 – 24 de novembre de 1989
- Karel Urbánek: 24 de novembre – 20 de desembre de 1989